# La Route sauvage
Pour plus de détails, voir Fiche technique et Distribution.
La Route sauvage (Lean on Pete) est un film britannique réalisé par Andrew Haigh, sorti en 2017.

## Synopsis
Charley Thompson est un jeune homme de 15 ans qui vit avec son père avec qui il entretient des rapports difficiles. Tout juste arrivé dans l'Oregon, il se trouve un petit boulot saisonnier chez un dresseur de chevaux. Il se prend d'affection pour "Lean on Pete", un pur-sang en fin de carrière. Livré à lui-même, Charley s'enfuit avec lui pour tenter de retrouver sa tante qu'il n'a plus vue depuis longtemps et surtout un foyer.

## Fiche technique
- Titre original : Lean on Pete
- Titre français : La Route sauvage
- Réalisation : Andrew Haigh
- Scénario : Andrew Haigh, d'après le roman de Willy Vlautin
- Musique : James Edward Barker
- Montage : Jonathan Alberts
- Photographie : Magnus Joenck
- Production : Tristan Golighter
- Sociétés de production : The Bureau, Film4 Productions et British Film Council
- Sociétés de distribution : Curzon Artificial Eye et A24 Films
- Pays d'origine :  Royaume-Uni
- Genre : drame
- Durée : 121 minutes
- Dates de sortie[1] :
  -  Italie : 1er septembre 2017 (Mostra de Venise 2017)
  -  France : 25 avril 2018
  -  Royaume-Uni : 4 mai 2018

## Distribution
- Charlie Plummer : Charley Thompson
- Travis Fimmel : Ray
- Chloë Sevigny : Bonnie
- Steve Buscemi : Del
- Steve Zahn : Silver
- Amy Seimetz : Lynn
- Alison Elliott : Tante Margy
- Justin Rain : Mike
- Lewis Pullman : Dallas
- Thomas Mann : Lonnie
- Bob Olin : Mr. Kendall
- Teyah Hartley : Laurie
- Rachael Perrel Fosket : Martha
- Jason Rouse : Mitch

## Sortie

### Accueil critique
En France, le site Allociné recense une moyenne des critiques presse de 3,7/5, et des critiques spectateurs à 3,6/5.

### Box-office
- France : 40 184 entrées[3]

## Distinction

### Prix
- Mostra de Venise 2017 : Prix Marcello-Mastroianni du meilleur espoir pour Charlie Plummer
- Festival de cinéma européen des Arcs 2017 : Flèche de cristal du meilleur film, prix d'interprétation masculine, prix de la meilleure musique et prix de la meilleure photographie[4].